# Antoine Louis Boissière
Pour les articles homonymes, voir Boissière.
Antoine Louis Boissière est un homme politique français né le 25 août 1790 à Paris et décédé le 16 février 1851 à Paris.
Ancien officier du génie, il est député de Seine-et-Marne de 1834 à 1837, siégeant dans la majorité soutenant la Monarchie de Juillet.
Il est inhumé au cimetière du Père-Lachaise (31e division).

## Sources
- « Antoine Louis Boissière », dans Adolphe Robert et Gaston Cougny, Dictionnaire des parlementaires français, Edgar Bourloton, 1889-1891 [détail de l’édition]